# Adolf Georg Jakob von Thaden
Adolf Georg Jakob von Thaden (* 15. Juli 1829 in Sünderuphof, Ksp. Adelby bei Flensburg, Schleswig-Holstein; † 7. Dezember 1879) war Chirurg und königlich preußischer Sanitätsrat.

## Familie
Adolf Georg Jakob war Sohn von Nicolaus von Thaden (1770–1848), Jurist, Kgl. dän. Justizrat, Rr. d. Dannebrog, Hausvogt in Flensburg, Eigentümer des Sünderuphofes bei Flensburg und Luise Nickels (1793–1856), Tochter des Erbpächters zu Dammkoog in Rödemis bei Husum Hans Christopher Nickels und seiner Frau Dorothea Thomsen.

## Leben
Er besuchte das Altonaer Gymnasium, diente nach bestandenem Abiturientenexamen beim Rantzau’schen Freicorps im Kriege gegen Dänemark als Soldat, bezog im Herbst 1848 zum Studium der Medizin die Heidelberger Universität und war hier Schüler von Henle, Delffs, Nuhn, Chelius und Pfeufer. Später setzte er seine Studien in Kiel unter Frerichs und Stromeyer fort und erlangte hier 1853 mit der Dissertation „De genu luxationibus spontaneis“ zugleich unter Absolvierung des medizinischen Staatsexamens den Doktortitel. Zur weiteren Ausbildung machte er wissenschaftliche Reisen mit längerem Aufenthalt in Breslau, Prag und Wien, war dann zwei Jahre lang Assistent von Esmarch in Kiel, besuchte 1856 mit Hilfe eines ihm von der dänischen Regierung bewilligten Reisestipendiums die Schweiz, Oberitalien, Frankreich, blieb zwei Monate in Paris, Belgien und schließlich abermals längere Zeit in Berlin, wo er namentlich Langenbeck und Graefe hörte. 1857 habilitierte er sich als Privatdozent der Chirurgie in Kiel, hatte öfter Gelegenheit Esmarch während dessen vorübergehender Abwesenheit zu vertreten, assistierte auch zwei Jahre lang Litzmann an der geburtshilflichen Klinik und hielt gleichzeitig Vorlesungen über Chirurgie, welche viel Anklang fanden. 1861 verließ er Kiel und übernahm in Altona die Stellung als Oberarzt der chirurgischen Station des neuerbauten Krankenhauses, wo er eine sowohl in wissenschaftlicher wie in praktischer Beziehung sehr segensreiche und verdienstvolle Tätigkeit entfaltete. Er führte an der genannten Anstalt manche Verbesserungen durch Solitärbauten u. s. w. ein, errichtete eine ambulante Klinik.

## Veröffentlichungen
Von Thaden publizierte als Resultat genauer, durch eingehende Sektionen unterstützter Studien u. a. folgende Arbeiten, die in v. Langenbeck’s Archiv für klinische Chirurgie (Bd. IV, VI und XVIII) erschienen:
„Colotomie nach Fine“; „Ueber Spondylitis deformans“; „Ein Fall von spontaner peripherischer Harnsteinzertrümmerung“; „Ueber Bruch des Tuberculum majus bei Luxation des Humerus“, sowie eine Reihe von Aufsätzen in anderen Journalen, hielt nicht selten Vorträge in Hamburger ärztlichen Vereinen.
Er beschäftigte sich viel mit Gesundheitspflege im Allgemeinen und den hygienischen Verhältnissen Altonas im Besonderen, machte sich auch durch seine Hilfeleistung 1866 in den Kriegslazaretten zu Trautenau und 1870 / 71 in den Altonaer Reservelazaretten sehr verdient.
Seit 1868 zahlreiche längere Reisen, auch gesundheitlich bedingt, unter anderem mehrfach nach Südamerika. Adolf Georg Jakob von Thaden, der 1874 zum königlich preußischen Sanitätsrat ernannt wurde, starb am 7. Dezember 1879 (vgl. noch Biogr. Lex. V- 689 u. die daselbst angegebene Quelle. Pagel).